# Matricule triple zéro
Matricule triple zéro est le tout premier album de bande dessinée de la série Les Innommables mais n'a jamais été publié qu'en supplément de l'album Aventure en jaune.

## Synopsis
1945, une base des États-Unis, après la guerre du Pacifique. Le capitaine Chuck Willys, héros de l'U.S. Army, meurt dans un accident stupide. Il est écrasé par une jeep conduite par un soldat distrait qui va livrer un repas aux prisonniers résident du camp, les Innommables Mac, Tony et Tim. Après avoir participé à un combat de boxe truqué, Mac et ses deux comparses sont démobilisés. Ils quittent le camp pour fonder leur agence de détective à New York. Leur seul et unique client sera un directeur du F.B.I. qui leur demande d'enquête sur un assassinat raté dont il est l'instigateur. Il choisit le trio pour leur apparence incompétence.

## Personnages
- Chuck Willys : héros du Pacifique, censé être le personnage principal de l'histoire. Il est malheureusement tué dans un stupide accident de voiture dès les premières cases.
- Steve : policier militaire du camp.
- Nick Mc Buttle junior : dit "Mac". C'est le leader du trio des Innommables. Il est sur le point de racheter une maison de passe du nom de Lotus Pourpre.
- Tim O'Rey : Homme de petite taille, naïf comme un enfant. Il est toujours équipé d'une batte de baseball dont il sait très bien se servir.
- Colonel Kalson : aide de camp du général. Il assume le commandement du camp en l'absence de Mac Ernest.
- Général Mac Ernest : responsable du camp dans lequel sont casernés les Innommables.
- Tony Key : Constamment sarcastique et négatif.
- Général Marshall : responsable d'un camp voisin
- Idi Ahman Didi : boxeur du camp de Marshall. Il est surnommé "Le Concasseur".
- Lieutenant Damage : lèche-bottes et pot-de-colle de service.
- Soldat Shuggle : complice de Kalson. Il est chargé de saboter une jeep et se débarrasser de Damage.
- Général Eisenshower : c'est le grand chef de tous les camps, entre autres.
- Le directeur du F.B.I. : il fomente un complot contre le gouverneur.
- John Holiday : il s'occupe de l'organisation pratique de la mission de Melvin Carat.
- Ernest Shrapnell : conseiller en armes à feu.
- Melvin Carat : agent du F.B.I. chargé d'éliminer le gouverneur de l'État mais sa mission est un échec car sa femme le quitte et il devient alcoolique.
- Madame Carat : elle décide de quitter Melvin car elle en a marre de sa vie d'épouse modèle.
- Le Gouverneur de New-York : il est la cible de Melvin Carat.
- La standardiste blonde : elle jette son dévolu sur Tony. Ils deviennent amants et elle aidera le trio dans son enquête.
- Les frères Killer : ils sont chargés d'éliminer les Innommables. Un des deux s'appelle Elvis.
- Salvator Di Grazzi : tueur chargé de liquider, lui aussi, les Innomables.

## Autour de l'album
C'est la première aventure des Innommables. Elle paraît dans Spirou en 1980. Au départ, Yann et Conrad proposent cette histoire au rédacteur en chef en lui laissant croire que le personnage principal est Chuck Willys, un aviateur, comme Buck Danny, dont les aventures cessent à l'époque d'être publiées dans le journal. Mais Chuck est ensuite tué dès la deuxième case de l'histoire. Le mauvais tour des deux auteurs fonctionne et l'histoire est publiée dans son intégralité. Elle ne fait cependant pas l'unanimité au sein de la rédaction. Elle divise, même, les artisans du journal de Spirou en deux camps. Mais cette « mauvaise réputation » est aussi due aux Hauts de pages du duo qui sont provocatrices et irrévérencieuses.
Cette histoire se divise en deux parties. La première se déroule dans un camp militaire. Le trio vit en prison où ils sont bien installés. L'ambiance fait penser à M.A.S.H. qui est une des références des auteurs pour cette série. La seconde partie, se déroule à New-York. Le trio a ouvert une agence de détectives. L'histoire fait référence à l'assassinat de Kennedy. Le directeur du F.B.I. à cette époque est le fameux J. Edgar Hoover et le gouverneur de New-York est Thomas Edmund Dewey. Le Général Eisenshower fait référence à Dwight David Eisenhower, général des armées à cette époque. Les liens avec les personnages ayant réellement existé sont présents dès le premier récits du trio. Par contre, c'est la seule histoire qui n'est pas bordée de noir.
Dans le double album chez Dargaud, Aventure en jaune & Matricule triple zéro, l'histoire est précédée des deux planches jusqu'alors inédites en album mettant en scène Chuck Willys. Les dialogues de ces deux pages sont rédigés dans un anglais à la syntaxe approximative, et voient probablement leur origine dans le "sale tour" mentionné plus haut. Il s'agit également du seul album publié en noir et blanc, sans bordures noires : la mise en couleur étant à l'époque la responsabilité du Studio Leonardo chez Dupuis, les auteurs n'en ont pas propriété (à l'inverse des aventures suivantes, mises en couleur par d'autres coloristes).

## Éditions
- Matricule triple zéro, Dupuis, 1980 : Première parution dans Le Journal de Spirou du numéro 2182 au numéro 2192. Mise en couleurs de Vittorio Leonardo.
- Matricule triple zéro, Bédéscope/Glénat, annoncé : Cette première édition en album est annoncée au dos des éditions d'Aventure en jaune et de Shukumeï chez Bédéscope mais ne paraîtra jamais.
- Aventure en jaune, Dargaud, 1996 : Matricule triple zéro paraît en supplément à cet album en version noir et blanc. C'est la seule et unique édition en album à l'heure actuelle.